# جوناثان تمبل
جوناثان تمبل هو سياسي أمريكي، ولد في 14 أغسطس 1796 في ريدينج في الولايات المتحدة، وتوفي في 31 مايو 1866 في سان فرانسيسكو في الولايات المتحدة.